# Pau Football Club
Pau Football Club (pronunciación en francés: /po futbol klœb/ y /paw futˈbɔl klub/ en bearnés, más conocido simplemente como Pau FC) es un club de fútbol francés fundado en 1920 con sede en Pau, capital del antiguo principado soberano del Bearne y actual prefectura del departamento Pirineos Atlánticos, en la región francesa de Nueva Aquitania. Compite en el segundo nivel del sistema de ligas del fútbol nacional, la Ligue 2.
Fue declarada oficialmente registrada como club de fútbol por sus socios el 15 de septiembre de 1920 con el objeto de la práctica y desarrollo de este deporte —si bien sus orígenes datan al año 1904, y su denominación de Pau Football Club a septiembre de 1995.
Pau FC es presidido por Bernard Laporte-Fray, accionista mayoritario del club, y entrenado por Nicolas Usaï. El club ha accedido a la segunda división francesa, la Ligue 2 en 2020.
El equipo disputa sus encuentros de local en el Nouste Camp desde principios de la temporada 2018-2019. Su aforo actualmente es de 4144 espectadores, el estadio está ubicado al lado del histórico Stade du Hameau, que Pau FC compartió durante 20 años con el equipo de rugby Section Paloise.

## Historia

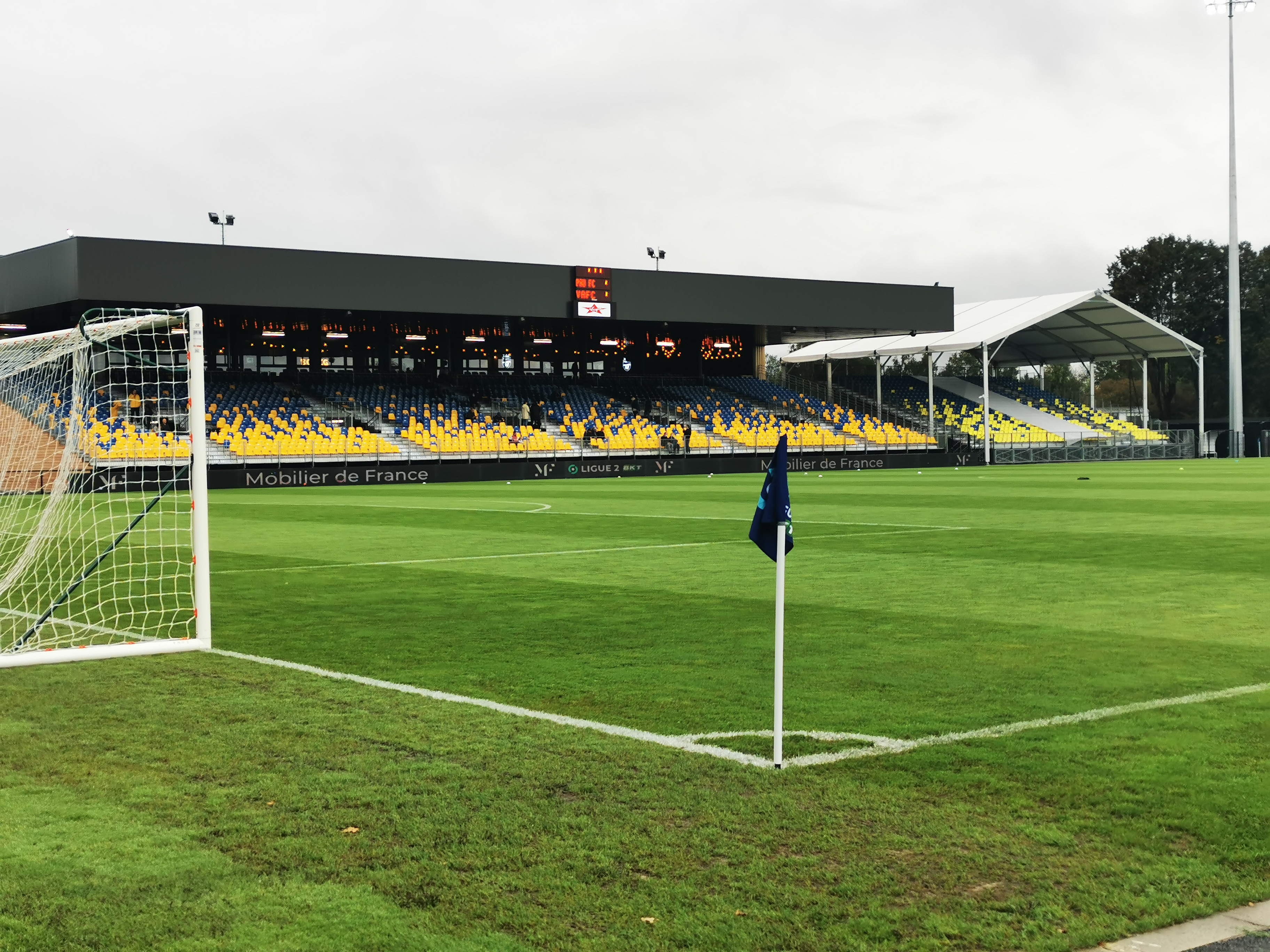
Nouste Camp.

### Fútbol en Pau, el Bearne y Gascuña
Aunque Pau posee una larga tradición deportiva el fútbol siempre tuvo que conformarse con un lugar menor, detrás del baloncesto (Élan Béarnais) y sobre todo del rugby (Section Paloise). Al margen de la fuerte influencia británica en Pau durante la Belle Époque, un tiempo en que la burguesía inglesa acude a la zona para aprovechar las virtudes curativas del clima y el agua pirenaicos, el fútbol tarda en instalarse en el Bearne, contrariamente a lo que sucedió en el norte francés. Este fenómeno se puede explicar histórica y culturalmente: el rugby se acercaba más a la cultura local, reemplazando deportes como la fuerza vasca y los juegos bearneses. Por otro lado, el fútbol era en ese momento el deporte emblema de los patronatos católicos, en contraste con sus pares laicos, mucho más populares en el sudoeste francés, que eran representados por el rugby.
Hubo que esperar hasta el siglo XX para que el fútbol se instale en la región, naciendo equipos bearneses y vascos bajo la órbita de patronatos de las parroquias locales. Sin embargo, al momento de disputarse la primera Copa de Francia (1917-18) no compitió ningún equipo local. La Liga del Sudoeste se creó el 25 de agosto de 1919 en Burdeos, pero muchos clubes bearneses, vascos y landeses no participan inicialmente de este campeonato, prefiriendo jugar amistosos o torneos parroquiales con sus vecinos que hacer los largos viajes que los separaban de los equipos bordeleses. En 1931 la liga crea la Copa del Sudoeste y FA Bourbaki fue el primer equipo bearnés en participar.

### Bleuets de Notre-Dame de Pau (1920-1959)
El patronato católico Bleuets de Notre-Dame de Pau es fundado en 1920 después de la Primera Guerra Mundial, llevando el nombre de los acianos (bleuets en francés) las flores que simbolizan a los excombatientes, y de la parroquia homónima que visitaban los jóvenes del barrio popular Mayolis. Aunque el fútbol se practicaba desde 1923, no se puede hablar de una temporada oficial hasta la 1935-36, jugada en el recién creado Distrito de los Pirineos de la Liga del Sudoeste. En 1941 los Bleuets adquieren un terreno de 12 mil metros cuadrados para construir su propio estadio de fútbol, el Stade des Bleuets, equipado con dos tribunas laterales.
Albert Lille ocupa el cargo de vicepresidente del fútbol en 1945, habiendo hecho carrera primero en el emblemático FA Bourbaki. Bajo su dirección, los Bleuets evolucionan y emprenden un ascenso imparable a lo largo de las divisiones regionales. Puede decirse que fue el gran responsable en la constitución de un gran equipo de jóvenes jugadores salidos del barrio Mayolis, varios de ellos obreros en las fábricas, quienes llevarían a los Bleuets a conocer nueve ascensos en diez años, hasta llegar a la máxima división del fútbol amateur en una época donde las ligas profesionales estaban cerradas a los ascensos.
En la temporada 1957-58, el patronato se jerarquiza contratando al entrenador húngaro Bela Herczeg, exjugador de MTK Budapest FC, en una época donde el equipo de oro estaba en la cima del fútbol mundial. Campeones de la División de Honor del Sudoeste 1958, logran arrebatarle el título a Stade Montois por diferencia de gol, gracias a una ajustada victoria por 3-2 en la última fecha contra Stade Macaudais. El club asciende a la División Nacional, máximo nivel del fútbol amateur, obteniendo una honrosa 6.ª posición en su primera temporada, forjando su estatus de pioneros en el sudoeste francés. Ese mismo año los Bleuets disputan los 64avos de final de la Copa de Francia contra Burdeos y, a pesar de la derrota 1-4 en tiempo suplementario, resta como una de las jornada más ilustres de su historia. Para finales de los '50, los Bleuets de Notre-Dame de Pau superan definitivamente a los otros clubes de la ciudad: JAB de Pau, FA Bourbaki y Union Jurançonnaise.
Sin embargo, al final de la temporada prometedora en División Nacional 1958-1959 y del 64.ª final de la Copa de Francia contra el Girondins, el patro bearnés se debatía entre la necesidad de estructurarse para llegar al máximo nivel y la orientación social del patronato católico original. Al final de la temporada 1958-1959, el obispado advirtió a los jugadores de que tendrían que abandonar el patronato o perderían sus prestaciones.
Entonces, el 19 de mayo de 1959 se funda oficialmente el Football-Club de Pau en torno al primer equipo de los Bleuets de Notre Dame de Pau. Es un divorcio amistoso, las relaciones siguen siendo cordiales, y los equipos de jóvenes y los voluntarios permanecen en el seno de los Bleuets.

### Football Club de Pau (1959-1995)
Bajo la presidencia del empresario franco-argentino José Bidegain, el FC Pau nace oficialmente el 19 de mayo de 1959, conservando los colores azul y blanco de los Bleuets y su lema "Vencer o sonreír" para aprovechar el legado del viejo patronato católico. La sede social ya no sería en un barrio obrero de Pau, sino que se instala en el Hotel Beauséjour del aristocrático Boulevard de los Pirineos. El club se volvería el emblema de la ciudad, ya no una simple asociación barrial, siendo el único club del sudoeste francés, junto a Toulouse y Burdeos, de alcanzar las divisiones nacionales. El entrenador y su equipo continuarían siendo los mismos que en los Bleuets.
El comienzo de su primera temporada es difícil, pero FC Pau logra consolidarse y obtiene el tercer lugar en la temporada 1960-61 en una época donde las ligas eran cerradas, es decir, que no existían los ascensos y descensos de categoría. Sin embargo, los problemas de infraestructura y del estadio, que marcarían durante décadas la historia del club, ya empiezan a aparecer en 1963. En efecto, el equipo se ve obligado a moverse entre distintos estadios: Bourbaki, Bleuets, Hameau; a la espera de la construcción del Stade de l'Ousse des Bois proyectado para 1968.
En 1963 el entrenador Bela Herczeg deja el club para probar suerte en el Pays d'Aix FC, equipo donde lograría un ascenso histórico a la Primera División, y es reemplazado por Jo Lopez, antiguo director técnico de la Selección de Marruecos. José Bidegain también renuncia al año siguiente para dedicarle más tiempo a su actividad empresarial. James Chambaud toma las riendas de un club donde ya empezaban a sonar las alarmas en cuanto a la falta de infraestructura y un fuerte endeudamiento. FC Pau, minado de estos problemas estructurales, empieza a perder terreno y desciende hasta las divisiones regionales de la Liga del Sudoeste.
En 1968 el equipo logra recuperarse y sale campeón de la Liga del Sudoeste, título que le permite remontar a la primera división del amateurismo. Ese mismo año inaugura con gran pompa el Stade de l'Ousse des Bois, jugando un amistoso el 1.º de septiembre contra Real Zaragoza, uno de los mejores equipos europeos de aquel entonces, sufriendo una dura derrota de 11 a 2. Como un presagio de lo que vendría, el club pronto desciende de categoría, agudiza sus problemas financieros y su estadio pronto tendrá problemas.
El defensor central Pierre Clède llega al club 1975 y, gracias a sus estudios en contabilidad, pasa a ser tanto jugador como presidente de FC Pau, cargo que ocuparía durante los siguientes 16 años. A pesar de la situación deportiva y financiera poco envidiable, el flamante presidente es ambicioso y nombra al entrenador Jean Pierre Altuzarra con el objetivo de ascender de categoría. El público renueva las esperanzas de antaño y empieza a acudir al estado para ver a jugadores como Delmas, Fornané, los hermanos René y Pierre Lanusse, Escartin, Braneyre, Jamboué, Angel y el capitán Lille. FC Pau vuelve por fin a la cuarta división para la temporada 1978-79. La temporada siguiente el entrenador es reemplazado por Jacques Foix, famoso exjugador de la Selección Francesa, pero el equipo no da la talla durante ese torneo, por lo que rápidamente es reemplazado por Paul Escudé, antiguo jugador del club y ex Burdeos.
Los dirigidos por Paul Escudé terminan segundos en su grupo y acceden por primera vez a la tercera división para la temporada 1983-84. Bernard Laporte-Frey y Joel Lopez brillan en este equipo bajo las órdenes de quien se volvería un entrenador emblemático en el club. Desgraciadamente, Escudé pelearía siempre contra la falta de medios del club, al punto que tuvo que resignar la lucha por el ascenso a la segunda después de haber estado cabeza a cabeza durante todo el torneo. Una situación parecida sucede al año siguiente, cuando al final de la temporada pierde el liderazgo ante Chamois Niortais. Paralelamente, en esos años el equipo juega dos veces seguidas los 16avos de final de la Copa de Francia, donde pierde ajustadamente contra Racing Besançon y Nancy, este último dirigido por un joven Arsène Wenger. En la temporada 1985-86, en la que FC Pau terminaría tercero en su grupo, el presidente intenta sin éxito la fusión de diferentes clubes de Pau, solución que le permitiría sortear los históricos problemas de infraestructura.
En 1989, FC Pau enfrenta al Olympique de Marsella de Papin; Huard, Sauzée y Allofs por los 32avos de la Copa de Francia. El equipo sufre una contundente derrota 4-0 en este encuentro disputado en Biarritz, ante 10 000 espectadores y una lluvia torrencial. En esta temporada el club se vuelve a resentir por los problemas financieros, sumados a la renuncia del histórico entrenador Paul Escudé por problemas con sus dirigidos. Para la temporada 1990-91 Jean Gallice se hace cargo del equipo pero no puede evitar el descenso, culpa de un penal en el último minuto. La afluencia del público es la más baja de la historia en este período, llegando a vender solo 88 entradas en un encuentro, signo de la extremadamente mala reputación del ya vetusto Stade de l'Ousse des Bois.

### Pau Football Club
El Pau Football Club renace de sus cenizas tras la liquidación judicial gracias a un antiguo portero del club, en la persona de Bernard Laporte-Fray. Director de una sucursal bancaria, también se dedica a la gestión de dos residencias para mayores en Bearne, en Uzos y en Artix.
Bernard Laporte-Fray fue efectivamente el portero titular durante la temporada de la División 4 1982-1983 cuando el FC Pau consiguió el ascenso en la División 3, con Joël Lopez en el 10 y Robert Péré-Escamps en el 6.
El ex portero se convirtió, doce años después, en presidente del nuevo Pau Football Club.
El Pau Football Club se fundó oficialmente el 14 de junio de 1995, adoptando los colores amarillo y azul de la ciudad de Pau. Dos proyectos competían entonces por la adquisición: el de un antiguo jugador en la persona de Bernard Laporte-Fray y el del antiguo presidente del FC Pau de 1975 a 1991: Pierre Clède.
El alcalde André Labarrère estima, en su opinión, que la ciudad de Pau puede acoger a tres clubes profesionales: "Hay espacio para tres clubes de alto nivel en Pau. Siempre que estén bien gestionados. ». Es pues el proyecto de Bernard Laporte-Fray el que se mantiene para salvar el fútbol de alto nivel en Pau bajo el nombre de Pau Football Club y no Pau-Pyrénées Football Club, nombre que lleva el equipo Clède.
El club está empezando a centrarse en la formación de jugadores jóvenes y en acabar con el sistema de estrellas. El antiguo capitán emblemático de los años 80, Robert Péré-Escamps, 13 temporadas en el club, fue apuntado como entrenador con la misión de mantener al club en la National 2 durante la temporada 1995-1996, ya que el club había descendido administrativamente la temporada anterior. La factura salarial se reduce a la mitad, de 375.000 francos a 175.000 francos. Frédéric Viseux, José Dalmao, Bob Senoussi y Pascal Plancque abandonan el club al cambiar drásticamente la política deportiva del mismo.
El Pau FC escribió la primera página de su nueva historia en el Stade du Hameau contra el Dijon FCO, ganando por 1-0.
En 1997, el Pau FC ofrece su primera oportunidad como entrenador a René Girard, cuya misión es conseguir el ascenso a la National, y finalmente a la Ligue 2.
El Pau Football Club (1998-1999 a 2007-2008) y el AS Cannes, otro club histórico del fútbol francés, (2001-2002 a 2010-2011) co-tiene el récord de longevidad en Championnat National, con 10 temporadas consecutivas.
El Pau Football Club consigo ascenso de nuevo al Championnat National en la temporada 2016-2017, en la cual el conjunto bearnes terminaba 14 en la clasificación.
En una tierra de rugby, siempre ha sido difícil para los futbolistas del Pau Football Club de ganar.

### Fechas claves
1920: Fundación de los Bleuets Notre-Dame de Pau
1923: Creación de la Sección Fútbol de los Bleuets Notre-Dame de Pau
1951: Campeón júnior de Francia
1956: Ascenso a la Primera Liga del Suroeste de Francia
1958: Campeón de la Primera Liga del Suroeste de Francia. Ascenso al Championnat National 2 (tercera división de la época)
1959: División del club con la constitución del Football Club de Pau. Voluntarios y jóvenes permanecen en Bleuets Notre-Dame de Pau
1995: Liquidación judicial del FC Pau. El club cambió de nombre de nuevo, ahora se llama Pau Football Club. Descenso en CFA
1998: El Pau FC se adjudicó el título de campeón del Championnat National 2  Grupo C. El club también llegó a la octava final de la Coupe de France, eliminado por el Paris Saint-Germain.
1999: Ascenso al Championnat National 1 .
2008: Descenso del Pau FC en el Championnat National 2
2016: Pau FC consigue ascenso al Championnat National 1.
2020: Pau FC consigue ascenso a la Ligue 2.

## Palmarés del Pau Football Club
- Campeón de Championnat National: 2020
- Campeón de Championnat National 2 grupo C : 1998 y 2016
- Campeón de la Primera Liga del Suroeste de Francia : 1958, 1968
- Campeón de división 3, grupo centro-oeste : 1993

## Organigrama deportivo

### Plantel 2025/26
La procedencia de los jugadores indica el anterior club que poseía los derechos del jugador, pese a que este proceda de otro club cedido, en caso de ya pertenecer al PSG.

### Jugadores famosos
- Adrien Rabiot
- André-Pierre Gignac
- Julien Escudé
- Tino Costa
- Édouard Cissé
- Denis Baylac
- Jacques Leglib
- Pierre Aristouy
- Joël Lopez
- Nicolas Cami
- Julien Labat
- Pierre Laborde
- Xavier Gravelaine
- Maikel Suárez
- Samuel Boutal
- Sékana Diaby
- Dany Nounkeu
- Billy Thompson
- Nguyễn Quang Hải
- Mayron George[2]
- Cleilton Itaitinga
- Souleymane Diarra
- Henri Saivet

## Infraestructura

### Estadio
El Pau FC cuenta ahora con un estadio propio el Nouste Camp que cuenta con una capacidad para 4.200 espectadores, que fue inaugurado a principios de la temporada 2018/2019 para resolver los problemas crónicos de infraestructura del club y de todo el fútbol de Pau.
Además de la tribuna principal, los montículos de tierra se diseñarán con un diseño escalonado idéntico al del antiguo Stade du Hameau, una especie de sistema de pesaje sobre el césped para 4.000 a 5.000 asientos, que cumple los requisitos de la categoría 3 de la Federación Francesa de Fútbol (nivel nacional). Este estadio, aunque representa un avance considerable para el fútbol de Pau, es muy criticado por el número 2 del club Joël López, debido a la calidad del terreno de juego y a la capacidad del recinto.
"En Pau, el fútbol siempre ha tenido que conformarse con muy, muy poco, estamos en continuidad. Demuestra cuánto respetamos nuestro deporte aquí. Hoy, muy bien, tenemos un estadio, nunca antes se había hecho, pero es un complejo a nivel regional. Una tribuna con tres lados en el suelo, para mí no es un estadio. »
- Joël Lopez

#### Estadios anteriores
El Estadio du Hameau es ahora el principal de la ciudad de Pau, después del estadio de la Croix-du-Prince. El FC Pau, entonces Pau FC, ha compartido este estadio en varias ocasiones con el club de rugby de la ciudad, la Sección Pau. El Estadio Hamlet fue inaugurado en 1949 como Estadio Olímpico de Hamlet.
Sin embargo, el Pau FC fue el primero de estos dos clubes que se estableció allí en 1960 y permaneció allí hasta 1968, cuando el club se estableció en el estadio Ousse des Bois.
El último partido del Pau FC en este estadio se jugó contra el Red Star Football Club el 10 de mayo de 2018.
El FC Pau jugó algunos partidos en el venerable estadio de la Croix-du-Prince, sede histórica de la sección del Palau. Construida en estilo inglés con tribunas de madera situadas muy cerca del campo de juego, la Cruz del Príncipe fue sometida a importantes renovaciones en 1913 y 1952 para dar cabida a un público cada vez más numeroso. La particularidad de este estadio es que también se ubica dentro del tejido urbano de la ciudad. El ambiente único de este estadio, la proximidad del público y su fervor harán de la Cruz del Príncipe un lugar especial para el rugby francés.
Lentamente deteriorada con el paso de los años, ya no responde a las exigencias del rugby moderno y con un margen de expansión muy limitado, ya no responde a las exigencias del deporte de alto nivel.
A principios de los años 2000, cuando el club se estabilizó en el Campeonato Nacional de Fútbol de Francia, el presidente Bernard Laporte-Fray expresó su deseo de que el Pau FC se convirtiera en el nuevo club residente de este estadio cargado de historia. Pero los costes de renovación y modernización son demasiado elevados.

### Instalaciones deportiva
El primer equipo tiene su base en el Campamento Pissard Santarelli, que es un antiguo cuartel y campamento militar, que recibió el 11.º Cuartel General de la División de Paracaidismo hasta 1996. Este campo lleva el nombre de dos oficiales, Jacques Pissard y Jacques Santarelli, que murieron en un accidente de helicóptero en febrero de 1976 en Barèges. El solar está situado al borde de la Avenida Alfred Nobel, en parte en la ciudad de Pau, para una superficie de 18,30 hectáreas, y en el municipio de Bizanos para una superficie de 3,23 hectáreas, es decir, un total de 21,53 hectáreas.

#### Cantera

##### Estadio Paul Escudé
Los equipos juveniles se entrenan en el estadio Paul Escudé, llamado así en honor a una leyenda del fútbol de Pau, Paul Escudé, padre de Julien y Nicolas147.
Es un estadio con césped artificial.

### Rivales históricos
Aviron Bayonnais FC
Se trata del derbi vasco-béarnes, inspirado en las rivalidades del rugby y en la rivalidad histórica entre vascos y béarnais. El primer partido entre estos dos clubes tuvo lugar en la Copa de Francia en 1960 en el Stade du Hameau.
Muchos exjugadores de Pau han jugado en la ABFC a lo largo de los años: Alexandre Sallaberry, Laurent Cassouret, Frédéric Bernaleau, Xabi Ipharraguerre y Denis Stinat.
Tarbes Pyrenees Football
Se trata del Derby de los Pirineos, disputado entre vecinos de Béarn y Bigourdans. Las ciudades de Pau y Tarbes se encuentran a 45 km, lo que da lugar a un derbi regional entre Béarn y Bigorre.
Pocos partidos de la competición nacional se han disputado en el estadio Hamlet entre el Pau FC y el TPR / Stadoceste tarbais, sin que Pau haya perdido ninguno de estos partidos en casa.
Muchos jugadores han jugado para ambos equipos a lo largo de los años: Denis Baylac, Jean-Jacques Bécas y Xavier Bécas, Nicolas Delmas y William Dymant.
Stade Montois
Otra rivalidad histórica es con el Stade montois para el derbi de Lando-Béarnais.
El Stade Montois es el club contra el que los Palois han jugado más partidos de su historia, el primero de los cuales tuvo lugar en 1961. Los partidos son a menudo ardientes entre Palois y Montois.